# Louis Farrakhan

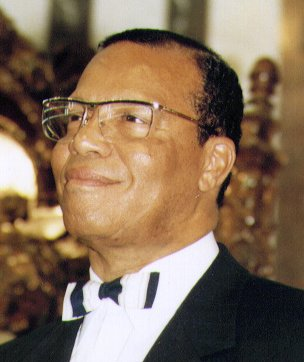
Louis Farrakhan

Louis Farrakhan (geboren als Louis Eugene Walcott; The Bronx, New York, 11 mei 1933) was lange tijd de leider van de Nation of Islam en Amerikaans politiek leider.
Farrakhan groeide op in de West-Indische gemeenschap in Boston. Zijn moeder was een immigrante uit Saint Kitts en Nevis; ze kwam in 1920 naar Amerika. Zijn vader, een Jamaicaanse taxichauffeur uit New York, was niet betrokken bij zijn opvoeding.

## Loopbaan
Als nachtclubzanger in de jaren vijftig raakte hij onder invloed van Malcolm X en sloot hij zich aan bij de Nation of Islam. Dit was een in 1930 door Elijah Muhammad opgerichte zwarte religieuze en politieke organisatie, waarin elementen van de islam en een ideologie gebaseerd op zwart separatisme en zwarte suprematie de boventoon voerden.
In navolging van Malcolm X verving hij zijn achternaam Walcott door "X". De Black Muslims zagen de achternaam net als het christendom als een voortvloeisel van de slavernij. Later koos hij de naam Abdoel Haleem Farrakhan, zijn roepnaam werd Louis Farrakhan.
Als getalenteerd spreker en zanger maakte hij snel carrière bij de Nation of Islam. Hij kreeg de leiding over de grote moskee in Harlem, waar hij van 1965 tot 1975 imam was.
Bij de breuk in 1963 tussen Malcolm X en Elijah Muhammad, leider van de Nation of Islam, koos hij openlijk de zijde van Muhammad.

## Nation of Islam hernieuwd
Na de dood van Elijah Muhammad in 1975 nam diens zoon Warith Deen Muhammad het stokje over. Hij koos een gematigder koers, meer gericht op de strikte naleving van de islam en veranderde de naam van de beweging verscheidene malen ("World Community of Islam in the West", "American Muslim Mission"). Farrakhan trad uit de beweging en richtte in 1978 zijn eigen organisatie op, die hij de oude naam "Nation of Islam" gaf. De nadruk kwam opnieuw te liggen op zwart separatisme.

## Invloedrijke zwarte leider
In de jaren tachtig kreeg Farrakhan grote bekendheid. Hij hield toespraken om zijn aanhang onder de zwarte bevolking te vergroten en was een veelgevraagd spreker op massabijeenkomsten. Hij legde de nadruk op de eigen verantwoordelijkheid van de zwarte Amerikanen om te zorgen voor het eigen sociale en materiële welzijn. Hij veroordeelde drugsgebruik en criminaliteit en drukte ouders op het hart hun kinderen goed op te voeden en ervoor te zorgen dat zij voldoende onderwijs genoten. Naast de zorg voor het gezin bepleitte hij de actieve deelname aan de zwarte gemeenschap.
Farrakhan was lang een van de invloedrijkste zwarte leiders in de Verenigde Staten. Zijn opvattingen zijn echter controversieel en hij staat bloot aan zware kritiek. Hij houdt er ronduit seksistische en homofobe denkbeelden op na. Zijn extreme aanvallen op de witte samenleving en zijn antisemitisme hebben bij zijn volgelingen en bij andere zwarte leiders protesten uitgelokt.
Na de orkaan Katrina in 2005 beschuldigde hij de regering ervan met opzet de dijken rond New Orleans te hebben doorgestoken om de zwarte bevolking van de stad uit te roeien.
In 2006 trad Farrakhan af als hoofd van de Nation of Islam. In een brief gedateerd 11 september 2006 schrijft hij wegens ziekte niet meer te kunnen deelnemen aan het dagelijks bestuur. De brief werd gepubliceerd in de door hemzelf opgerichte krant The Final Call. Farrakhan verzekert zijn volgelingen dat de Nation of Islam niet uiteen zal vallen.
- Bibliothèque nationale de France: cb131933663 (data)
- Gemeinsame Normdatei: 119337703
- International Standard Name Identifier: 0000 0001 0331 9656
- Library of Congress Control Number: n85301442
- MusicBrainz: ae2353b5-9fb0-4838-a963-263b760e49a7
- Nationale Bibliotheek van Israël: 987007261049805171
- Nationale Bibliotheek van Polen: a0000003753986
- Nederlandse Thesaurus van Auteursnamen: 153671068
- LIBRIS: 292519
- SNAC: w69h69tj
- Système universitaire de documentation: 03550501X
- Virtual International Authority File: 26058603
- WorldCat: E39PBJbWx8Vd6tvdkW3GTQyGHC